# Kokedama

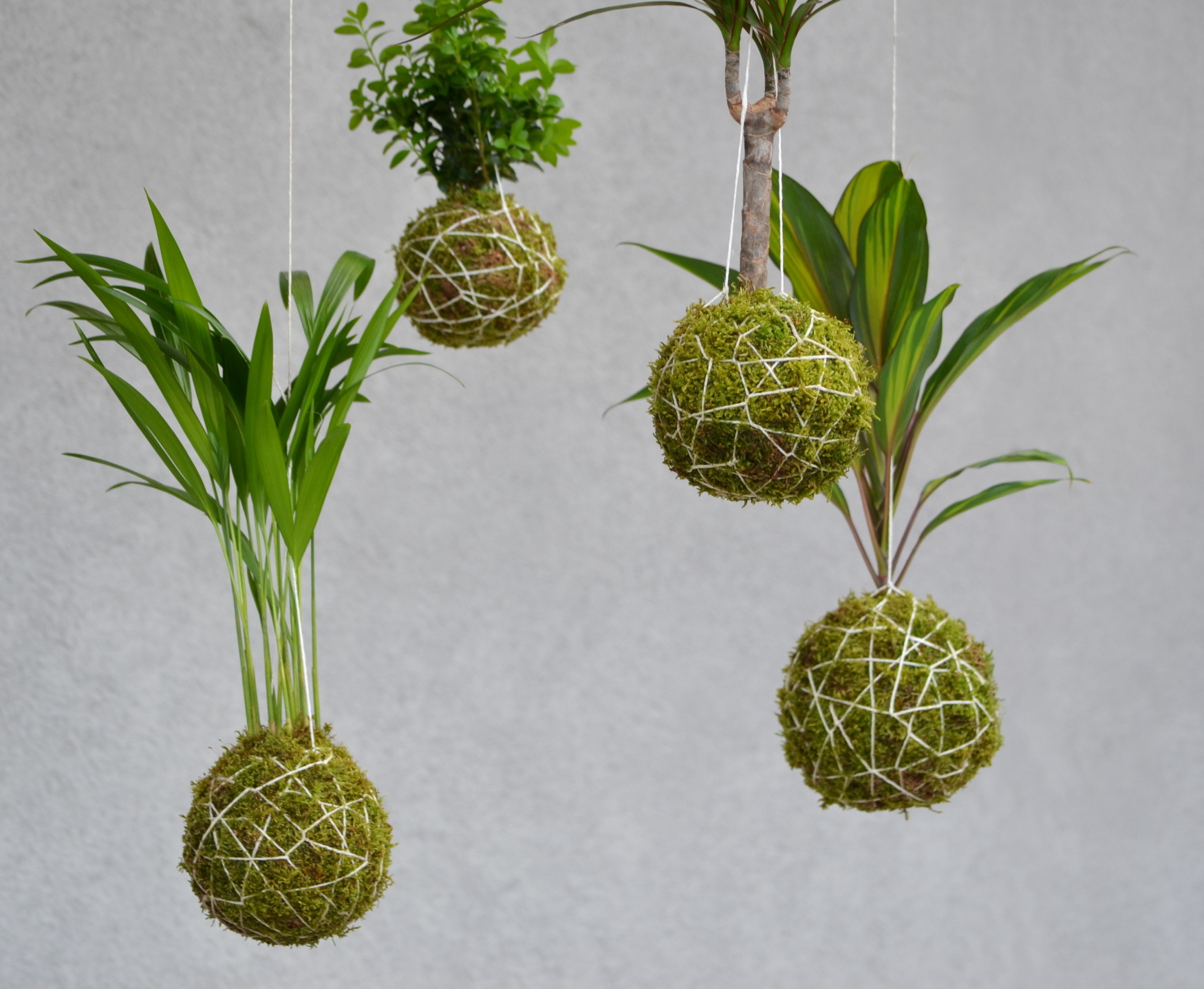
Hangende mosballen

Kokedama (Japans  (苔玉), letterlijk: "mosbal") is een Japanse vorm van decoratie, waarbij een plant in een met mos beklede bal van klei of aarde geplant wordt.

## Ontwikkeling
De ontwikkeling van kokedama begon in de jaren 90 van de 20ste eeuw in Japan. Vanwege de eenvoudigheid van de techniek werd het "de bonsai van de kleine man" genoemd. Internationaal werd kokedama bekend vanaf 2010. Intussen zijn in Japan veel bloemisten op kokedama gespecialiseerd.

## Techniek en presentatie
De kern van de kokedama bestaat uit een bal van vaste kleiachtige bodem of van lossere bestanddelen. In het tweede geval is een omhulling met een waterdoorlatende stof noodzakelijk.De wortels van de plant worden meestal in de oorspronkelijke aarde gelaten. Om de kern heen wordt mos gedrappeerd en met een draad (bijv. aluminium of nylon) decoratief zichtbaar of ook onzichtbaar omwikkeld.

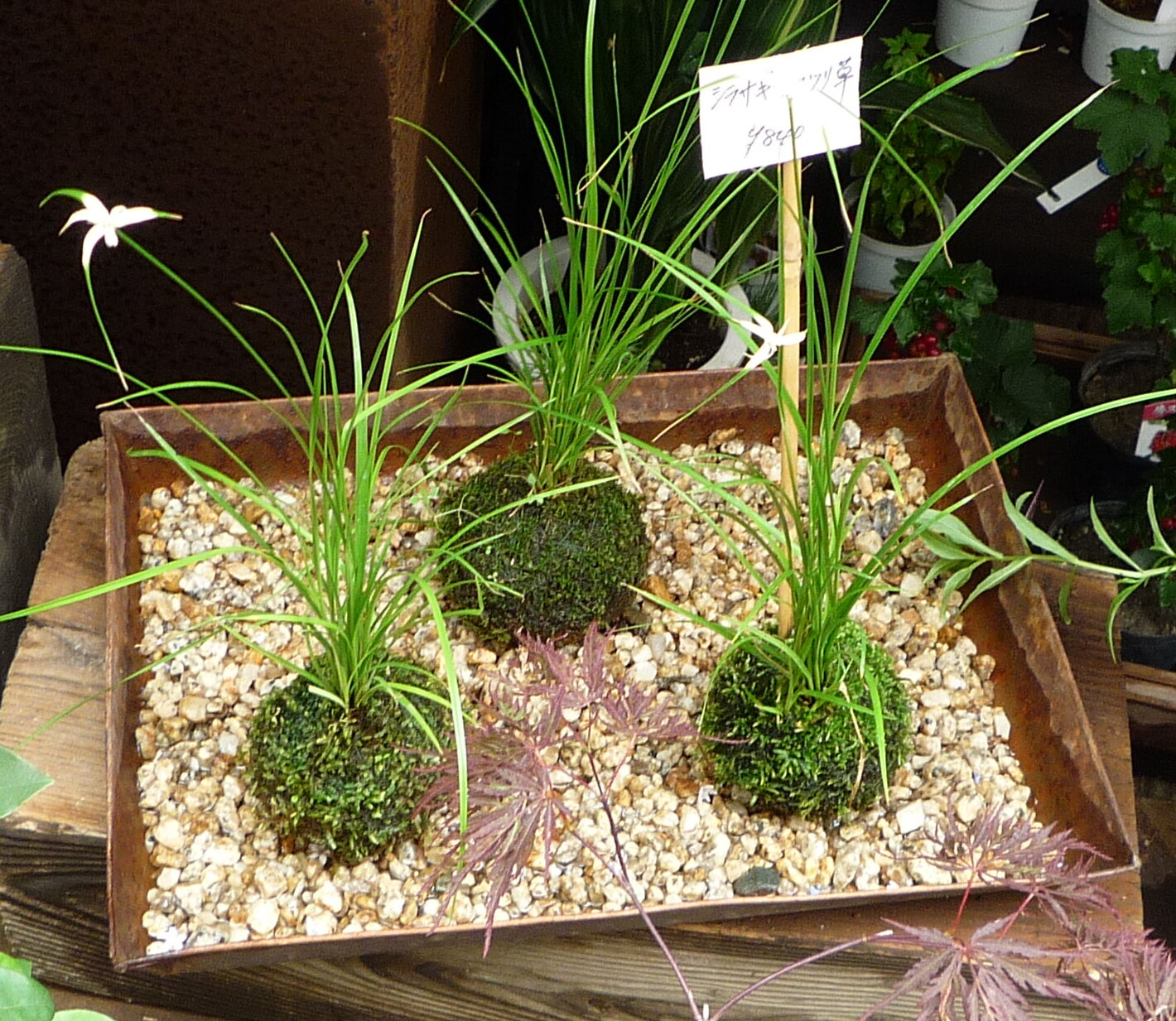
In grind geplaatste kokedama's

De mosballen kunnen in een eventueel met fijn grind gevulde schaal geplaatst of opgehangen worden.

## Plantenkeuze
In Japan zijn drie mossoorten gebruikelijk, die ook in Europa voorkomen.
- Rhacomitrium canescens: suna-goke
- Hypnum plumaeforme: hai-goke
- Thuidiumsoorten: shinobu-goke

De keuze van de ingeplante plant is vrij. Meestal worden kleinblijvende kamerplanten of tuinplanten genomen.

## Verzorging
Een regelmatige watertoevoer is essentieel. Aangeraden wordt de mosbal een maal per een of twee weken in water te dompelen en regelmatig (veelal meerdere malen per dag) te besproeien. Afhankelijk van de mossoort en de plant moet de belichting gekozen worden, meestal in de halfschaduw of schaduw.